# Weserrenæssance
Weserrenæssance er betegnelsen for en  arkitektonisk stil som voksede frem i området omkring floden Weser i Tyskland 1500- og 1600-tallet.
I cirka 100 år, fra og med  1520, oplevede  området omkring Weser en økonomisk blomstringsperiode hvor man lod bygge og restaurere et stort antal slotte, borge, rådhuse, større  gårde og boligejendomme. Man  byggede man både stenhuse og bindingsværkshuse i stilen og den indeholder visse typiske stilistiske træk som kunses i dette område som ekempelvis visse gavle og karnaplignende  udbyggninger helt ned til jorden.
Stilen er  eklektisk og skulle skildre de trends og tendenser som var populære i denne periode i det øvrige Europa.

## Eksterne kilder og henvisninger
- Wikimedia Commons har flere filer relateret til Weserrenæssance
- Straße der Weserrenaissance Arkiveret 11. juni 2011 hos  Wayback Machine